# Otostigmus dammermani
Otostigmus dammermani är en mångfotingart som beskrevs av Chamberlin 1944. Otostigmus dammermani ingår i släktet Otostigmus och familjen Scolopendridae. Inga underarter finns listade i Catalogue of Life.